# Laridah-Marsch
Der Laridah-Marsch ist ein deutscher Militärmarsch. Er wurde von Max Hempel während des Ersten Weltkriegs am 12. Mai 1917 in der Nähe von Reims komponiert.
Mit der Melodie des Marsches vertonte Hauptmann Lauenstein zu dieser Zeit das gleichnamige Gedicht von Otto Julius Bierbaum. Lauenstein – ein hauptberuflicher Konzertsänger – war es auch, der Hempel dazu veranlasste, auf Grundlage der Melodie einen Marsch zu verfassen.
In der Heeresmarschsammlung ist er in Sammlung II „Parademärsche für Fußtruppen“ unter Nummer 154 (HM II, 154) verzeichnet und gehört zum Repertoire zahlreicher Spielmannszüge.
Im Kölner Karneval wird der Laridah-Marsch oft gespielt, zum Beispiel als Einzugsmarsch. In Eschweiler wird der Laridah-Marsch auch als Stadtmarsch gespielt. Zudem gilt er als der Lieblingsmarsch des ehemaligen bayerischen Ministerpräsidenten Edmund Stoiber.